# CL-622
La carretera autonómica CL-622 es actualmente la carretera que une León con La Bañeza cruzando el Páramo Leonés de norte a sur pasando por Ribaseca, Ardoncino, Fontecha del Páramo, Santa Maria del Páramo, Valdefuentes del Páramo y Requejo de la Vega.
Comienza su trazado en la  N-630  a la altura de Trobajo del Cerecedo sobre el Enlace ferroviario Sur de León. En Ribaseca se cruza con la Autovía Ruta de la Plata (Gijón - Sevilla)  A-66 . En Santa Maria del Páramo se cruza con la  CL-621 , en su tramo final hacia  La Bañeza comparte trazado con la  LE-420  cruza el río Tuerto y finaliza en la  N-6 

## La anterior C-622
La  CL-622 , conserva recorrido de su antecesora, la carretera comarcal  C-622  hasta La Bañeza ya que, desde aquí, el recorrido de la antigua carretera de Nogarejas y  Castrocontrigo hasta Otero de Sanabria es, actualmente, otra carretera propiedad de Castilla y León con denominación  LE-125 
- Datos: Q5737199